# Osvaldo Adelmo Ardiles
Osvaldo Adelmo Ardiles (Frías, 1942; Córdoba, 8 de junio de 2010) fue un filósofo argentino perteneciente a las Filosofías de la liberación. Se desempeñó en la Universidad Nacional de Córdoba y la Universidad Autónoma de Chiapas.
Se recibió de licenciado en Filosofía en la Universidad Nacional de Córdoba donde ingresó como docente por concurso en 1965. Fue docente del Seminario Mayor de Córdoba presidente del Movimiento Ecuménico Cristiano (MEC).
En 1971 escribe Vigilia y utopía, donde expone la insuficiencia de los estudios filosóficos respecto de las circunstancias socioculturales y la necesidad de analizar el "ser social". El texto lo enfrentó fuertemente con las autoridades de la Universidad siendo cesanteado por motivos políticos el 30 de abril de 1976.
En 1973 había enseñado en la Universidad Nacional del Comahue, en la Patagonia Argentina, pero la creciente violencia política y la instalación de la dictadura autodenominada Proceso de Reorganización Nacional (1976-1983), lo llevó al exilio en México en 1976.
En México ingresó por concurso como profesor titular de Estructura Social en la Universidad Autónoma de Chiapas e investigador del Centro de Investigaciones Ecológicas del Sureste de México, enseñando también en la Universidad Autónoma de México, la Universidad Autónoma de Guadalajara y la Universidad Autónoma del Estado de México.
Recuperada la democracia volvió a la Argentina en 1983, siendo designado en la Universidad Nacional de Córdoba, de la que había sido excluido en 1971, como profesor titular de Filosofía, secretario de Asuntos Estudiantiles en la Facultad de Filosofía y Humanidades de la Universidad Nacional de Córdoba y vicedirector del Centro de Investigaciones Jurídicas y Sociales de la Facultad de Derecho y Ciencias Sociales.
Entre sus obras se destacan Ingreso en la filosofía, Descripción fenomenológica, Hacia una filosofía de la liberación latinoamericana (en colaboración), Cultura popular y filosofía de la liberación (en colaboración), Bertolt Becht montaje temática, Vigilias y utopía, El desarraigo de la razón, El esplendor de la razón.
Falleció desempeñándose al frente de su cátedra de filosofía el 8 de junio de 2010.